# Sidney Lanier
Sidney Lanier (ur. 3 lutego 1842, zm. 7 września 1881) – amerykański muzyk i poeta. Ukończył Oglethorpe University. Do jego najsłynniejszych utworów należą Corn (1875), The Symphony (1875), Centennial Meditation (1876), The Song of the Chattahoochee (1877), The Marshes of Glynn (1878) i Sunrise (1881). Był także wersologiem. Napisał The Science of English Verse (1882).

## Twórczość
Przekład wiersza Dedykacja został zamieszczony w internetowej Antologii poezji angielskiej.
W 1878 poświęcił wiersz Nanette Falk-Auerbach. 